# Бойчукізм

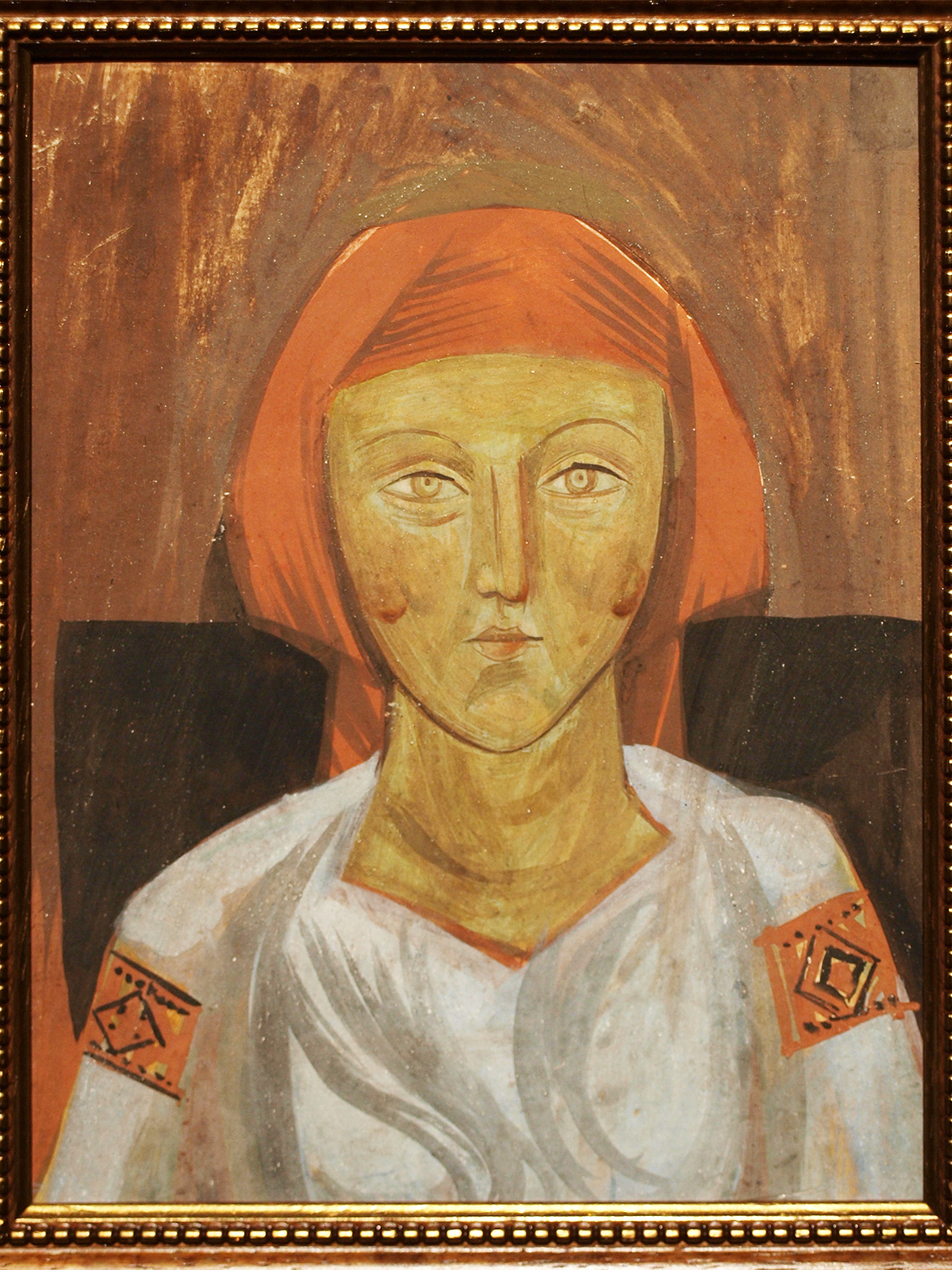
М.Бойчук. «Українка», поч. 1910-их років.

Бойчукі́зм — культурно-мистецьке явище в історії мистецтва у 1910–1930-х роках; художній монументально-синтетичний стиль; самобутня школа українського мистецтва; синтез українського фольклорного образотворчого мистецтва і церковного  мистецтва Візантії, Проторенесансу й України. Назва походить від прізвища засновника течії, монументаліста і графіка Михайла Бойчука.

## Неовізантійське мистецтво
Тогочасні європейські митці (П. Пікассо, О. Архипенко, К. Малевич) по-різному осмислювали зв'язки духовної природи давніх культур із мовою її пластики. Для бойчукістів мистецькими орієнтирами стали візантинізм і мистецтво українського примітиву.
1909 року Бойчук заснував у Парижі майстерню неовізантійського мистецтва, яка стала початком його школи. Митець прагнув відродити українське мистецтво на основі найкращих досягнень Візантії і Київської Русі. Бойчукісти освоювали техніку настінних розписів «аль фреско» (по мокрому) і «аль секко» (по сухому) барвниками, розведеними воском.
Французи назвали ці новації «Renovation Byzantine», згодом відомі як школа українського монументалізму або бойчукізм.
|                                      |                                    |
| М.Бойчук. Мозаїка Святий Іоанн, 1910 | М.Бойчук «Урожай». Початок 1910-х. |

## Теорія нового українського мистецтва

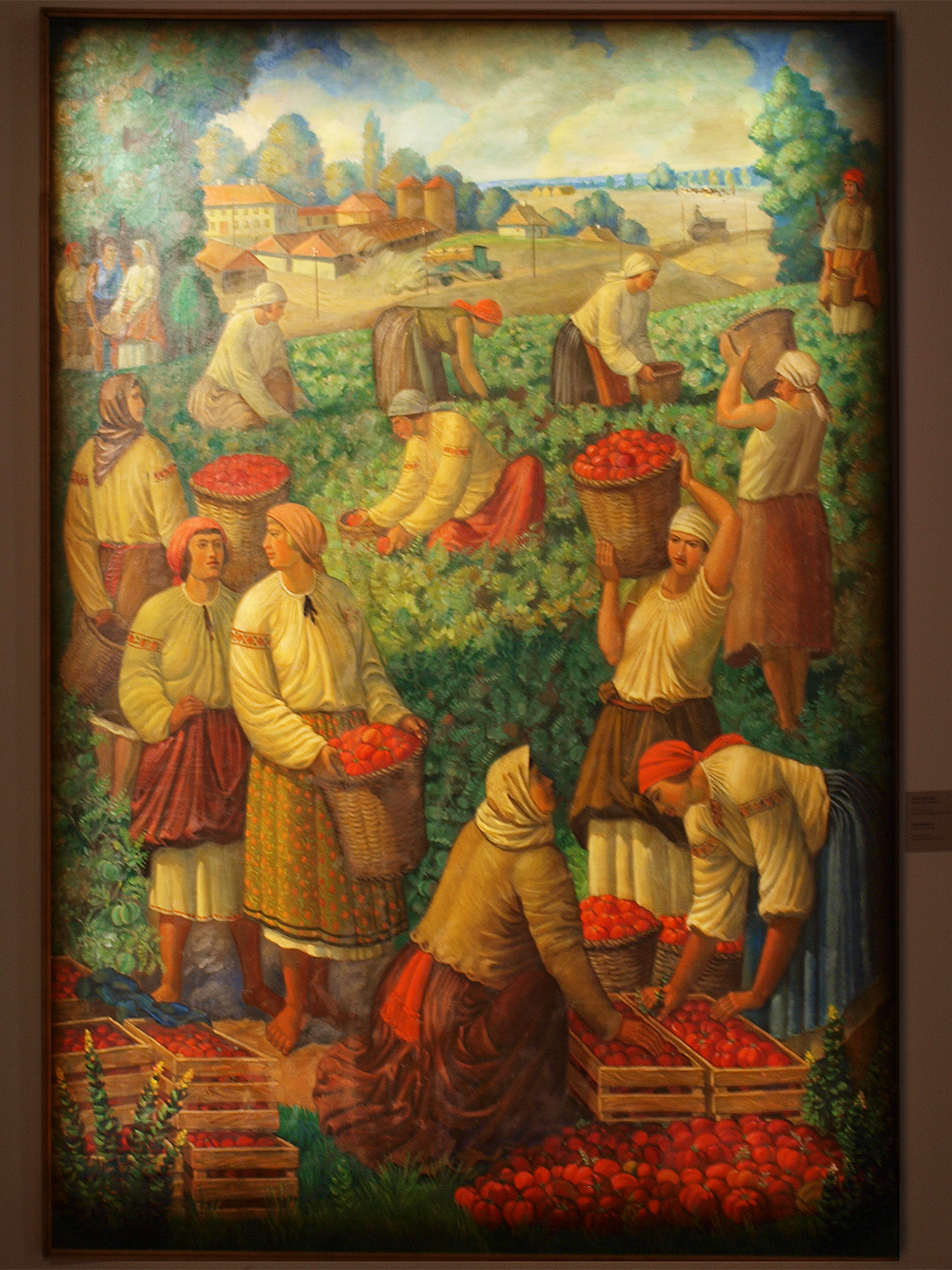
І.Падалка «Збирання помідорів», 1932

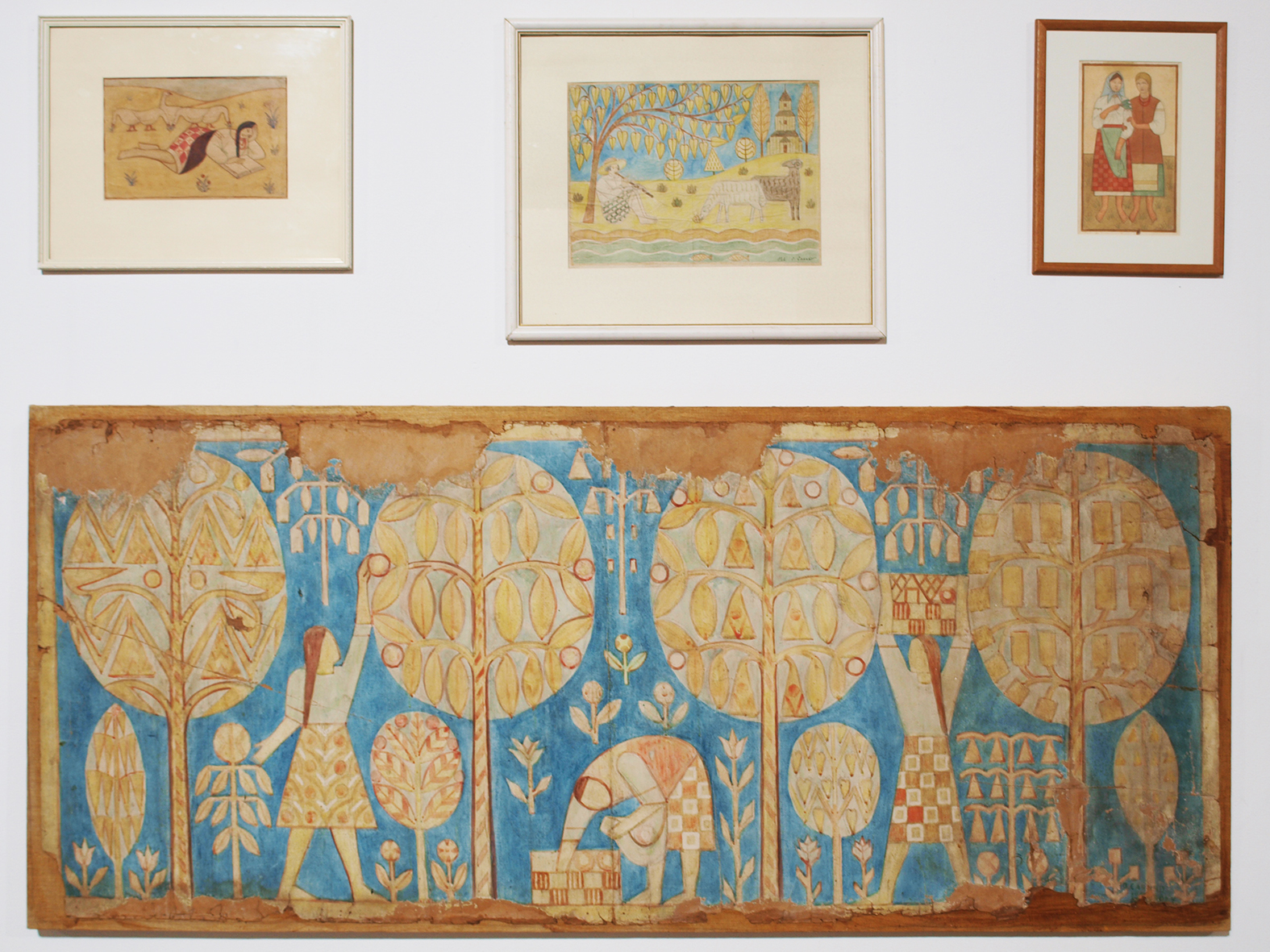
Вгорі зліва: О.Саєнко «Пасе гусей», 1926; посередині: О.Саєнко. «Вівчар», 1922; справа: М.Юнак «Дві дівчини», 1921. Внизу: О.Саєнко. «Збирання врожаю», 1920 (Мистецький Арсенал. Бойчукізм)

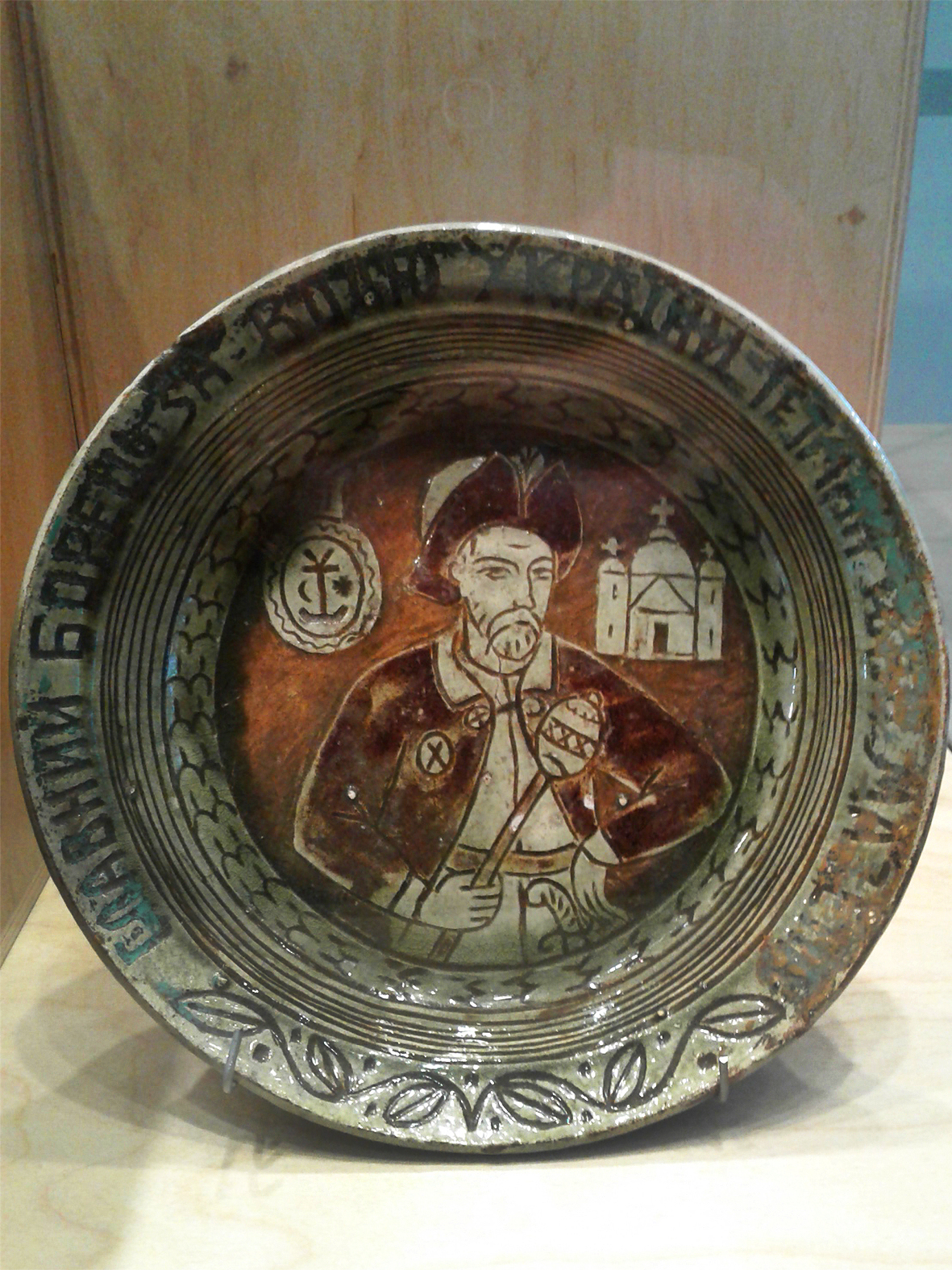
Зображення І. Мазепи. Межигірські керамічні майстерні, 1919

Михайло Бойчук прагнув реформувати українське мистецтво і створити новий український стиль, який мав стати справді національним та глибоко увійти у повсякденний побут людини.
Художник запропонував теорію нового українського мистецтва. За визначенням мистецтвознавців, «основа бойчукізму — творення національного стилю, який характеризується композиційною ясністю, високою пластичною культурою й вивершеною майстерністю». Бойчукісти виробили «концепцію монументального стилю, в якому органічно переплетено орнаментальна площинність, що властиво фрескам Візантії, зі строгою і врівноваженою, ритмічною й колірною гармонією народного іконопису та українських народних картини». Їхнім «творам властиві простота рисунка, граційна ритмічність композицій, раціональне розташування мас і ліній».
Бойчукісти зосередилися не на сфері станкової композиції, а на організації життєвого середовища людини і чіткій концепції створення національного мистецтва.

## Український монументалізм
Упродовж майже десяти років формувався бойчуківський стиль — від паризького «Renovation Byzantine» до українського монументалізму. У грудні 1917 року заснували Українську державну академію мистецтв, у якій діяла школа монументалізму.
Характерними ознаками колективної творчості бойчукістів було використання темпери замість олії, повернення до історичної спадщини, застосування синкретизму художньої форми.
У 1920-і роки бойчукісти розвивали вже власні школи: Софія Налепинська-Бойчук та Іван Падалка — графічну, Василь Седляр, Оксана Павленко та Сергій Колос — виробничого дизайну, Григорій Комар — монументального розпису.
Бойчукісти сподівалися за допомогою монументалізму втілити спроектовану ідеальну модель гармонійного життя. Вони творили авангардне мистецтво, працюючи над синтезом культурної спадщини й оновленої художньої форми. Повсякденність українського села вони перетворили на сакральне дійство.
Наприкінці 1925 в Києві було засновано Асоціацію революційного мистецтва України (АРМУ), що об'єднувала бойчукістів. АРМУ пропагувала впровадження мистецтва в побут, поєднання його з життям, заперечувала натуралістичний реалізм. Бойчукісти прагнули до національної своєрідності українського мистецтва.
Упродовж 1919—1935 років бойчукісти виконали понад десяток монументальних ансамблевих розписів у Києві, Харкові, Одесі та Одеській області. Найзначніші з них вважаються оздоблення Луцьких казарм у Києві (1919), Санаторію ім. ВУЦВК на Хаджи-бейському лимані в Одесі (1928), Будинку преси ім. М.Коцюбинського в Одесі (1929—1930), Червонозаводського театру в Харкові (1933—1935).

## Межигірський мистецько-керамічний технікум
1919 року на території Межигірського монастиря розташували Межигірські художньо-керамічні майстерні (з 1923 — технікум), в яких працювали бойчукісти.
У 1923–1924  роках студенти і викладачі технікуму організували «Революційний ляльковий театр» під керівництвом мистецтвознавця П. Горбенка. Ілюстрації-гравюри виконали студенти ксилографічної майстерні Київського інституту мистецтва під керівництвом дружини М.Бойчука С. Налепинської-Бойчук.

## Бойчукісти

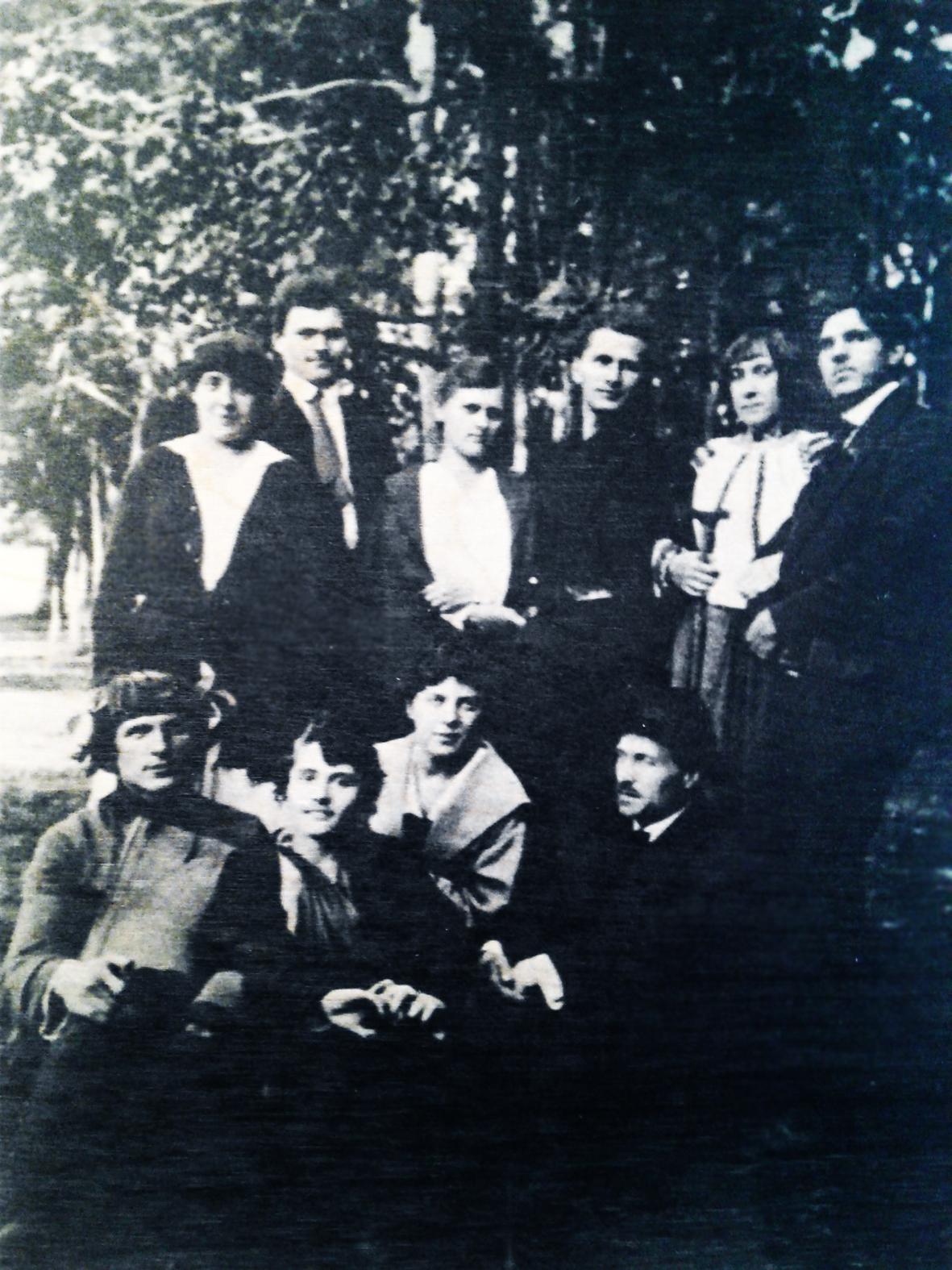
Сидять: І.Падалка, О.Кричевська, А.Лисецька, М.Бойчук; стоять: М.Трубецька, Т.Бойчук, О.Просяниченко, С.Колос, А.Іванова, Р.Лісовський

- О. Бізюков,
- М. Бойчук,
- Т. Бойчук,
- В. Бура-Мацапура
- Г. Довженко
- К. Єлева
- Н. Іванченко,
- Антоніна Іванова,
- Комар Г.,
- С. Колос,
- І.Липківський,
- Р. Лісовський,
- О. Мизін,
- С. Налепинська-Бойчук
- І. Падалка,
- О. Павленко,
- Н. Ріхерт,
- М. Рокицький,
- О. Саєнко,
- О. Сахновська,
- Василь Седляр,
- М. Трубецька,
- Н. Хазіна (Мандельштам),
- Є. Холостенко,
- М. Фрадкін
- Мануїл Шехтман,
- М. Юнак.

## Репресії

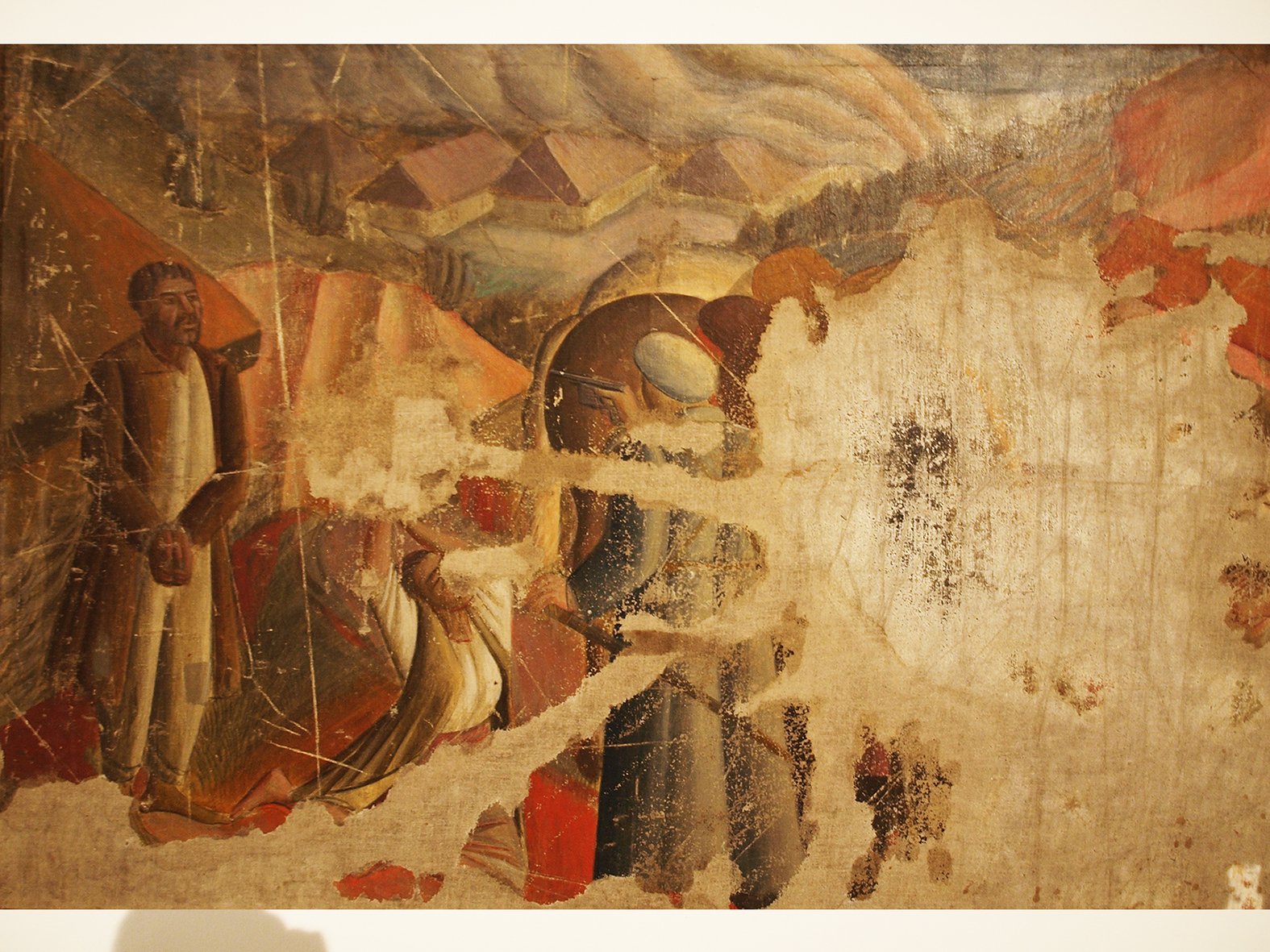
В.Седляр «Розстріл у Межигір'ї», 1927

Ідейно-художні принципи не вкладалися в канонізовані рамки «радянського мистецтва», викликали з боку «войовничих соціалістів» звинувачення у спотворенні образів радянських людей, соціалістичної дійсності.
На межі 20-х і 30-х років ХХ ст. більшовицька влада посилили жорстоку боротьбу з «куркульськими господарствами» в українському селі. Через домінування у творах бойчукістів селянської теми їх звинуватили у пропаганді буржуазно-куркульської стихії, націоналізму й формалізму.
Яскраві тенденції розвитку національного мистецтва у творах бойчукістів оголошувались глибоко ворожими соціалістичній культурі. Результатом боротьби стало знищення багатьох українських художників, їхнього доробку й бойчукізму в цілому.
Усі монументальні ансамблеві розписи бойчукістів були знищені. З усього спадку бойчукізму вціліли лише окремі ескізні або камерні роботи.

## Галерея

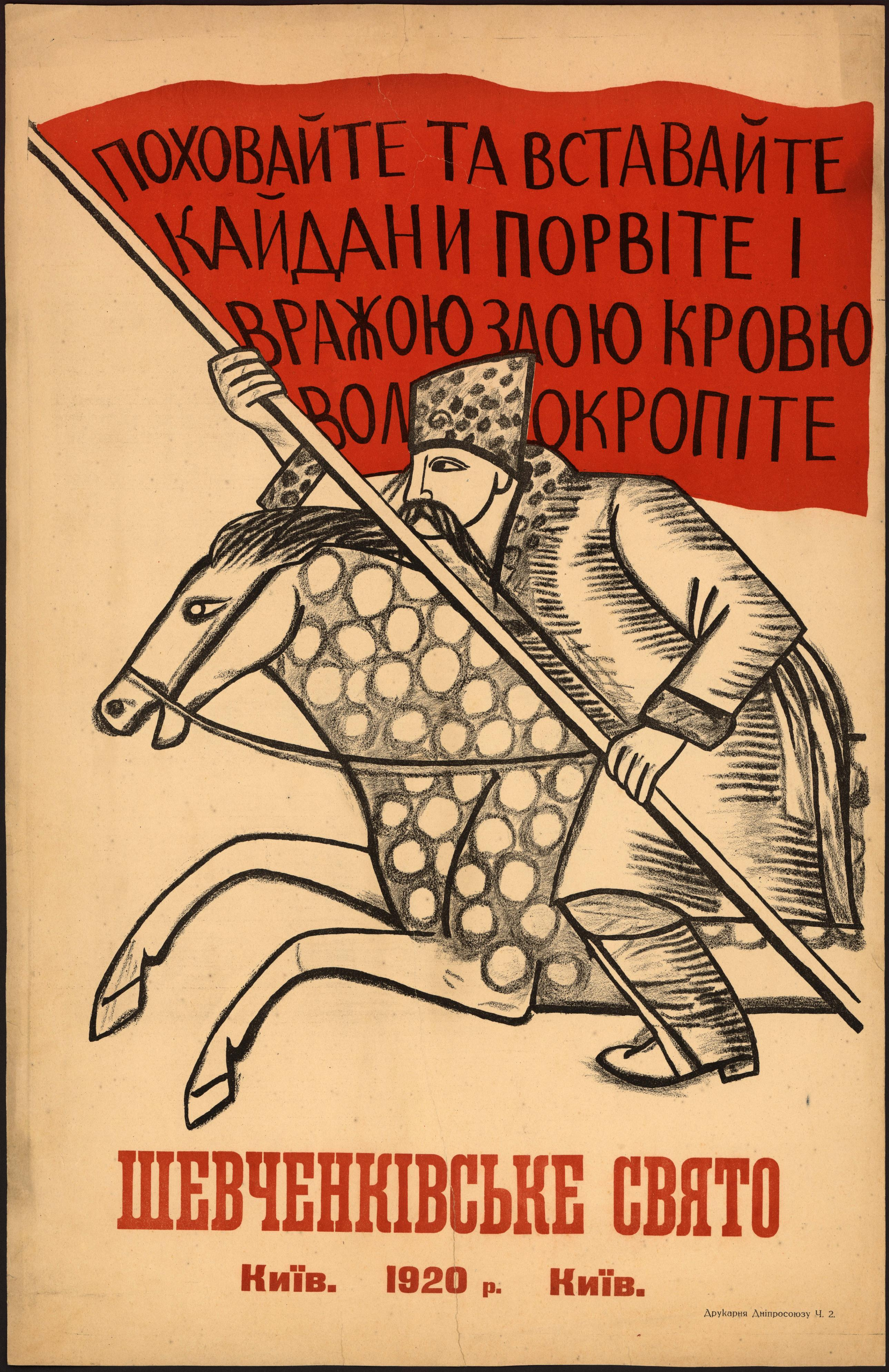
М.Бойчук «Шевченківське свято», 1920
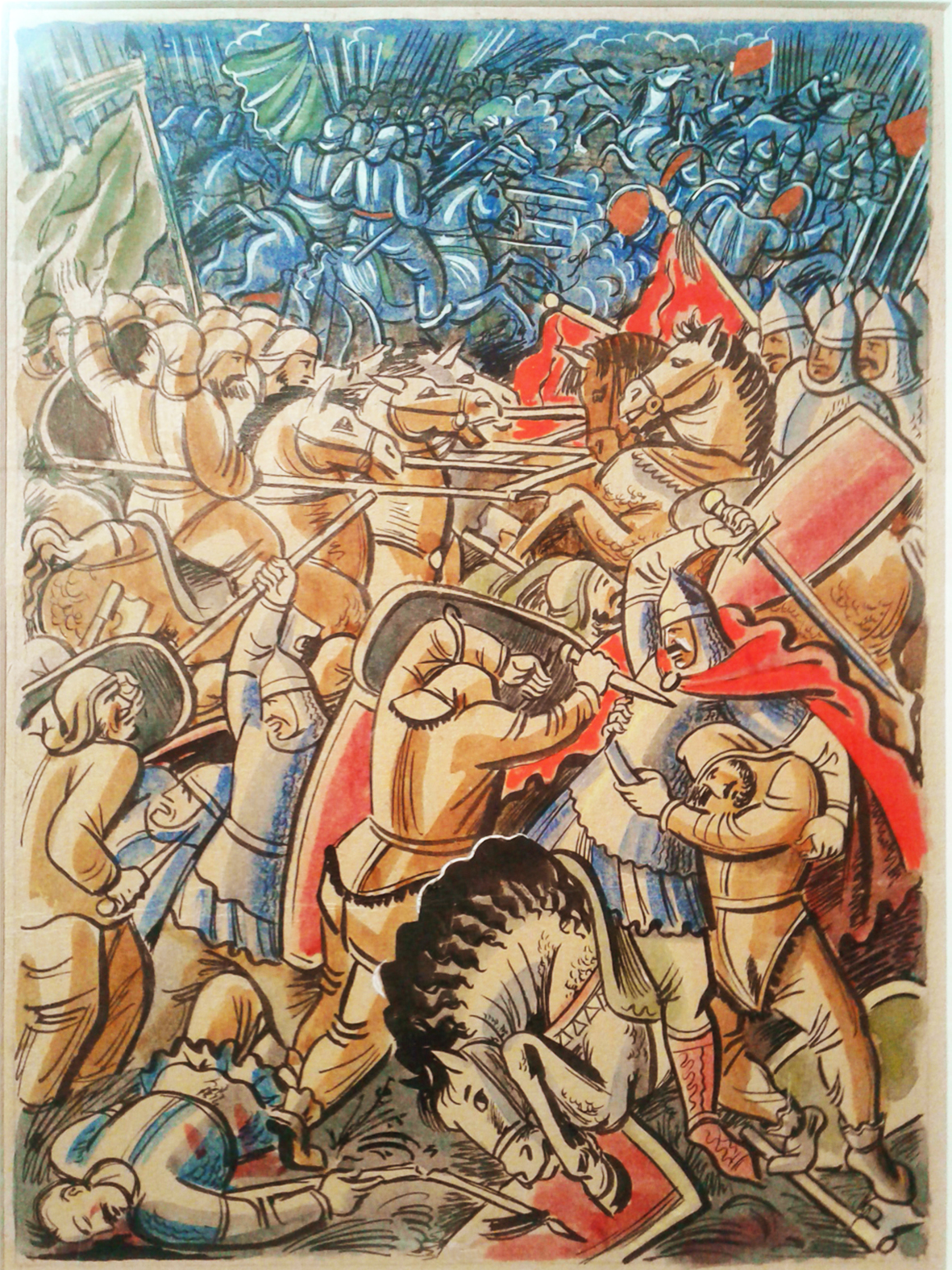
М. Падалка. Ескіз ілюстрації до «Слова о полку Ігоревім»
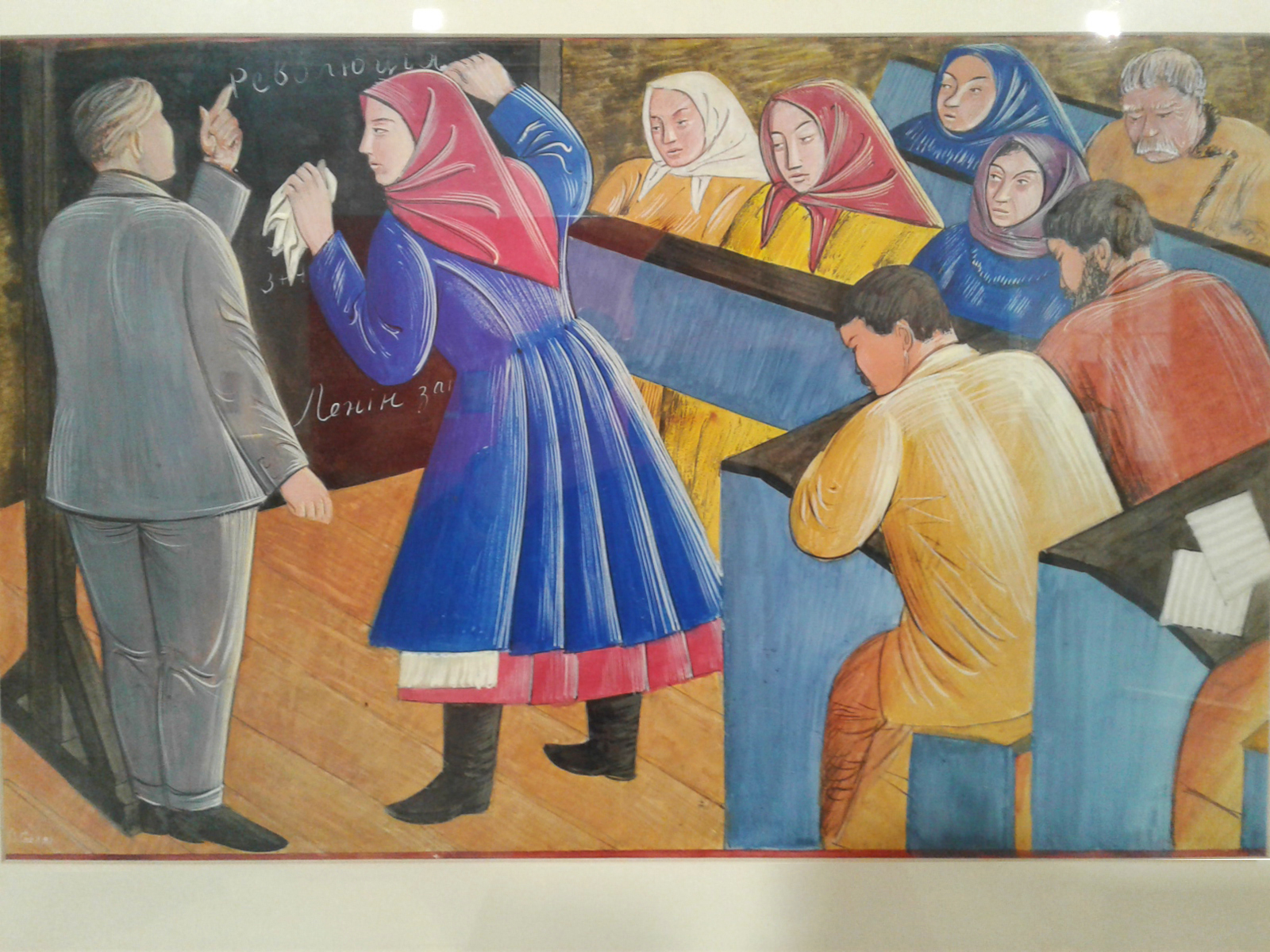
В.Седляр «У школі лікнепу», межа 1920–1930-х рр.
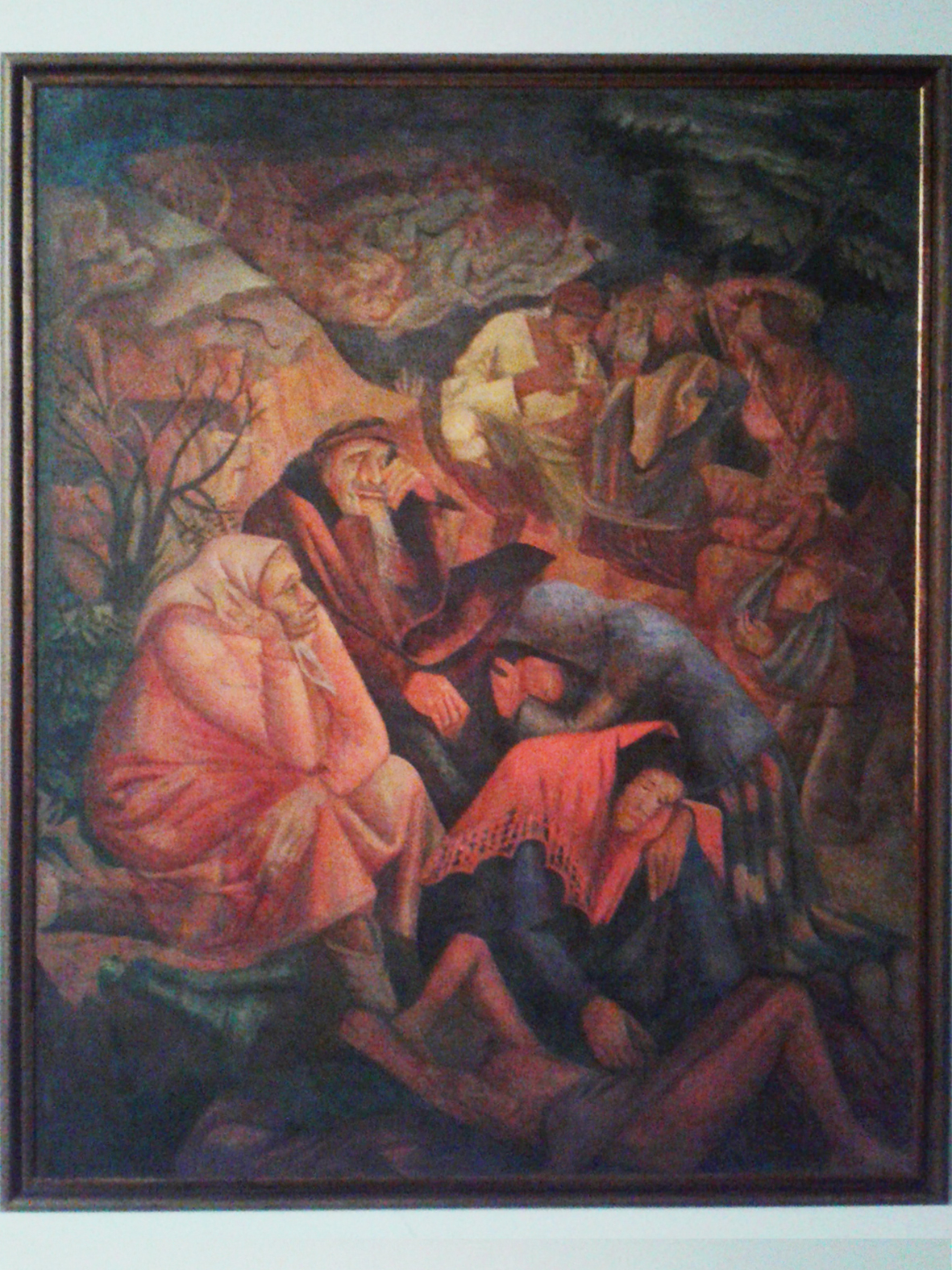
М.Шехтман «Єврейський погром», 1926.
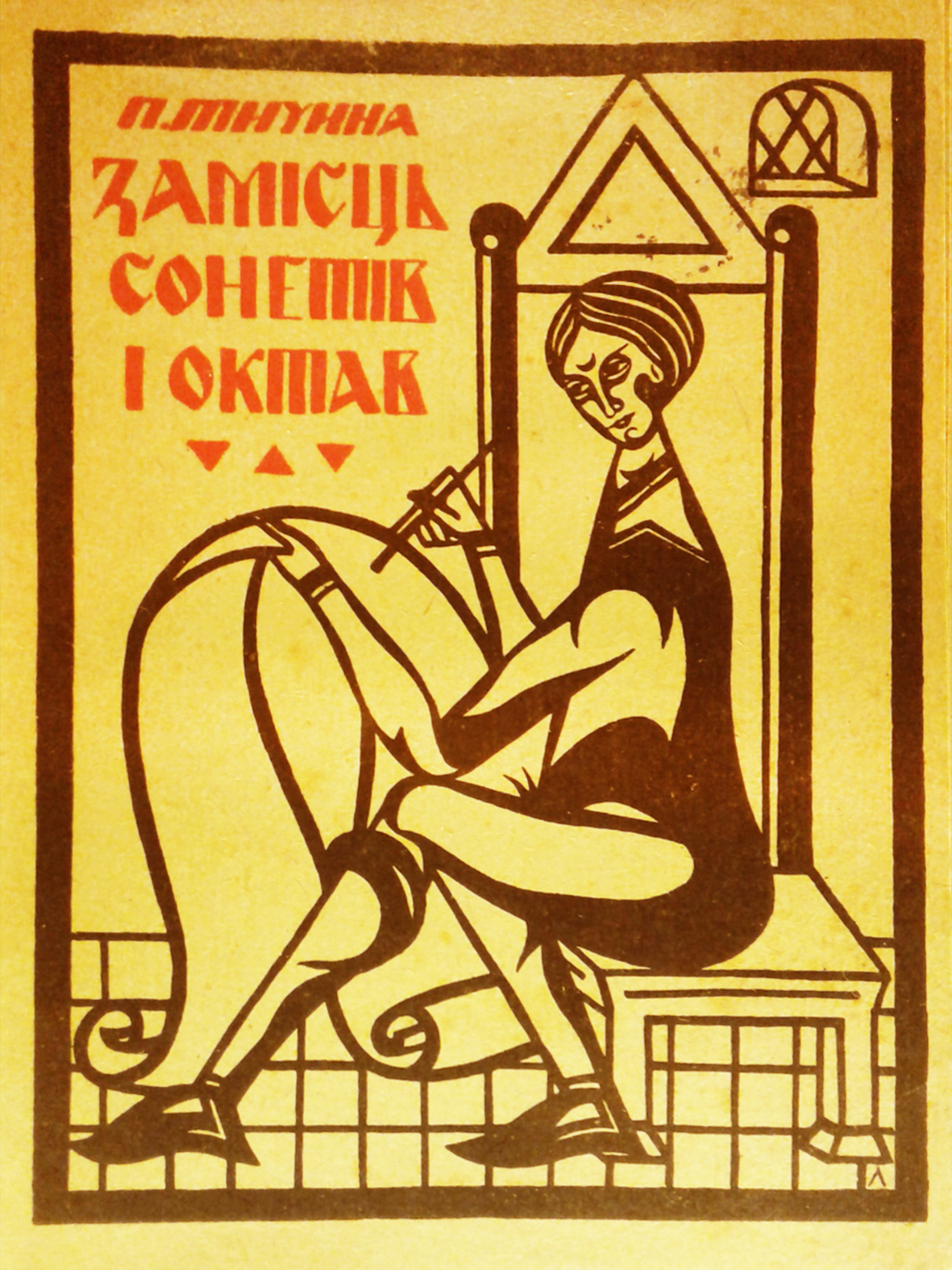
Л.Лозовський. Ілюстрація «Замість сонетів і октав» П.Тичини, 1920
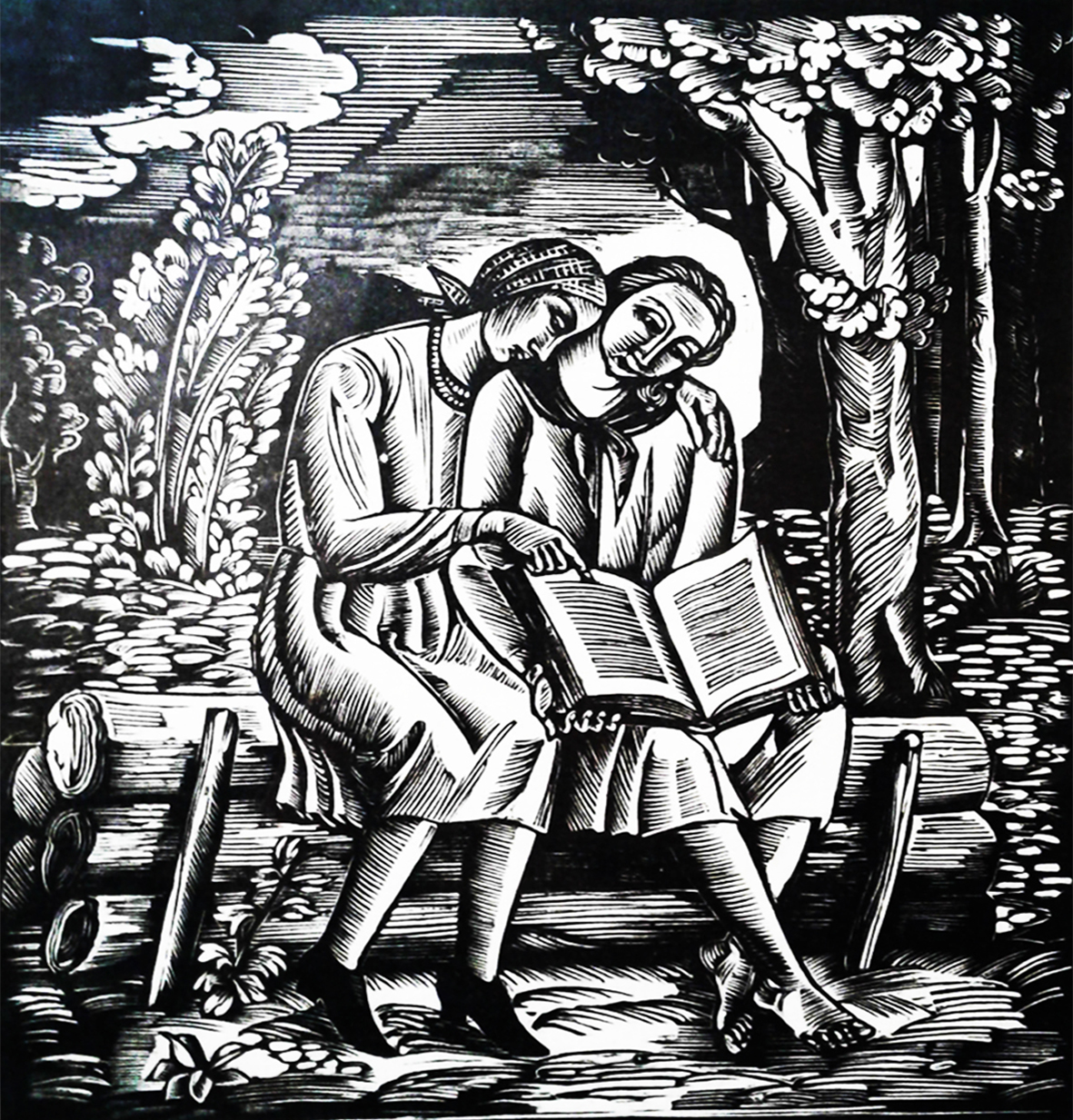
С.Налепинська-Бойчук «Дівчата з книжкою», 1927
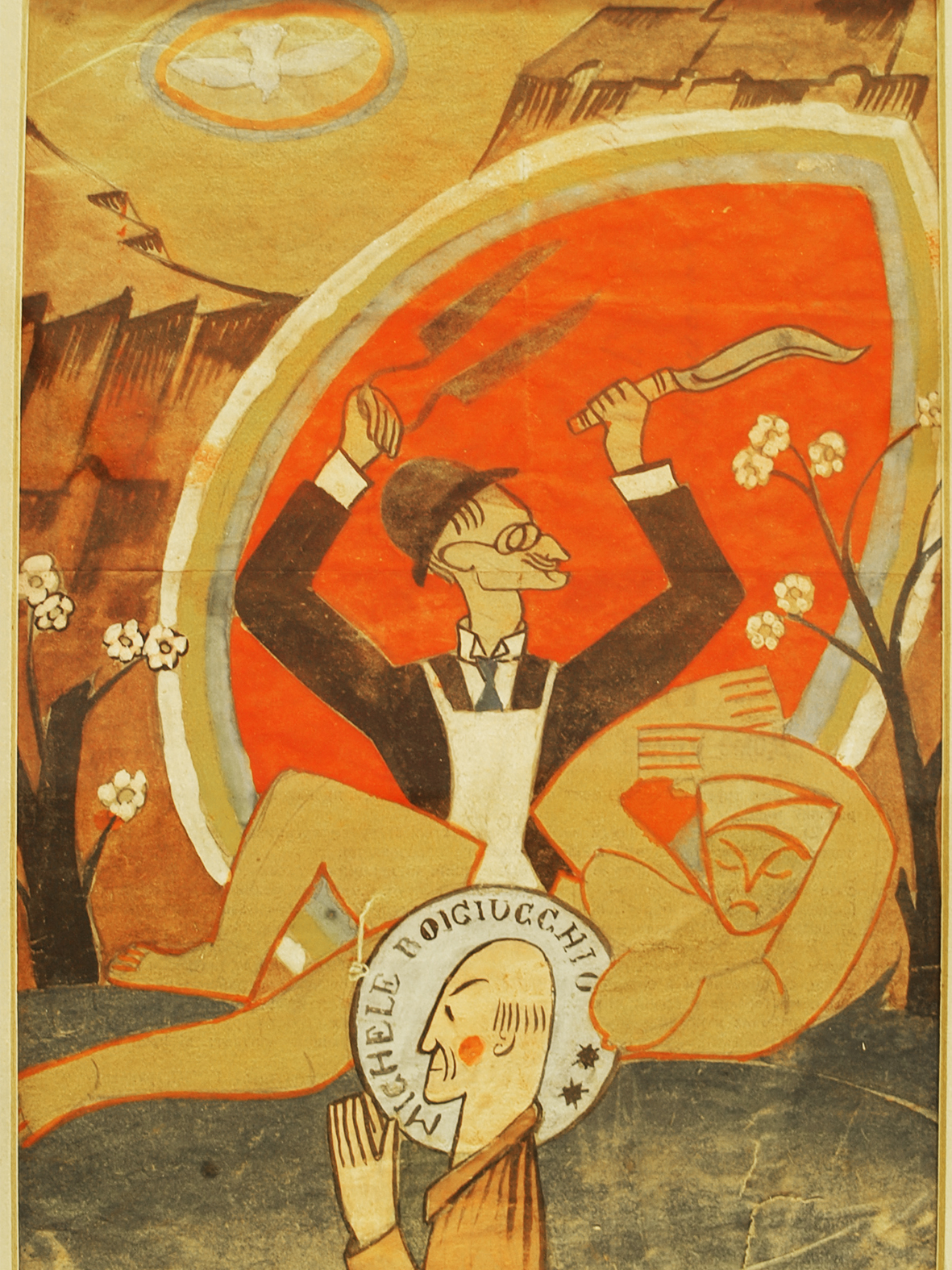
Невідомий автор. Карикатура на М. Бойчука
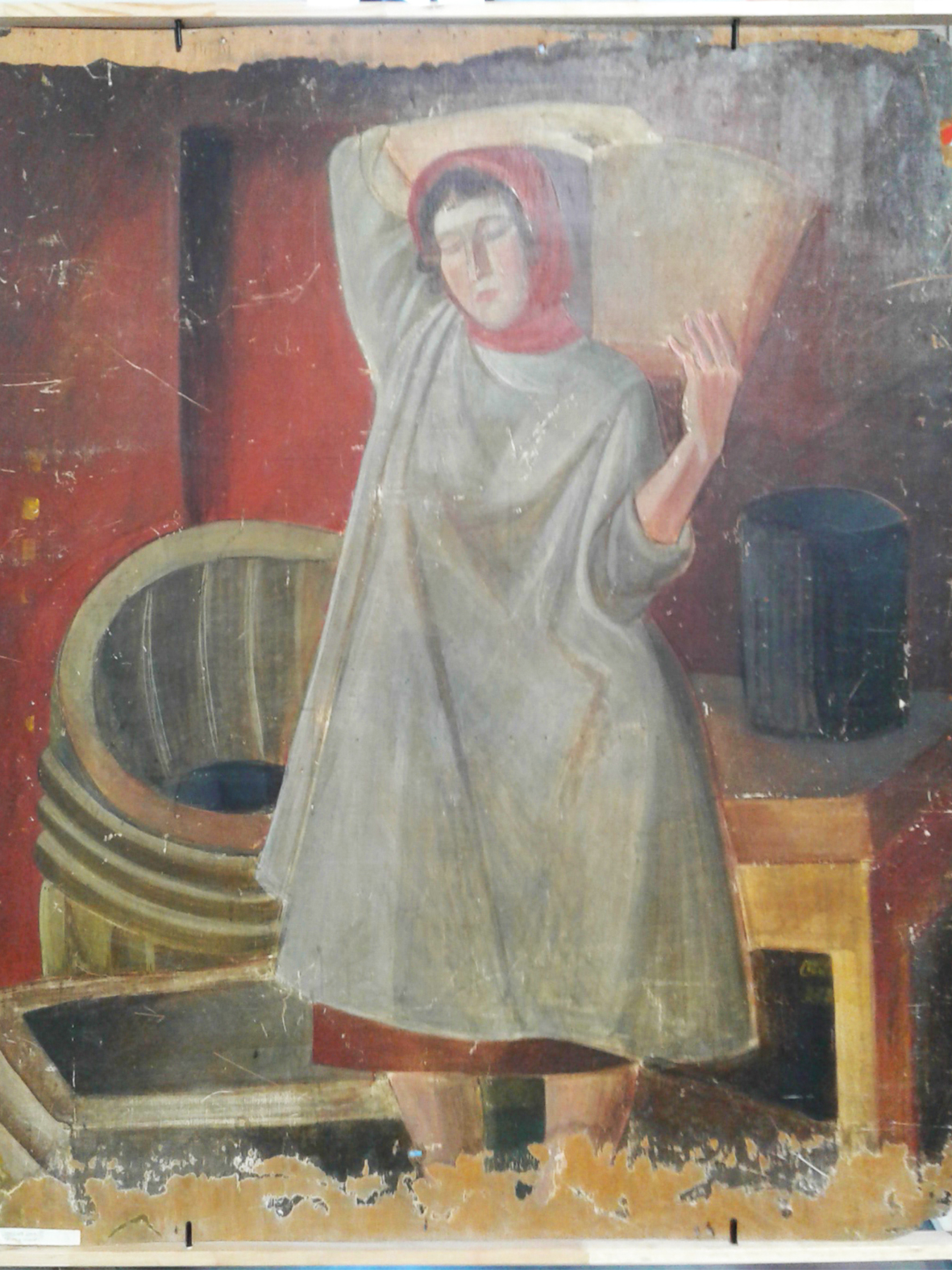
Коло М. Бойчука. «Жінка з відром», 1920
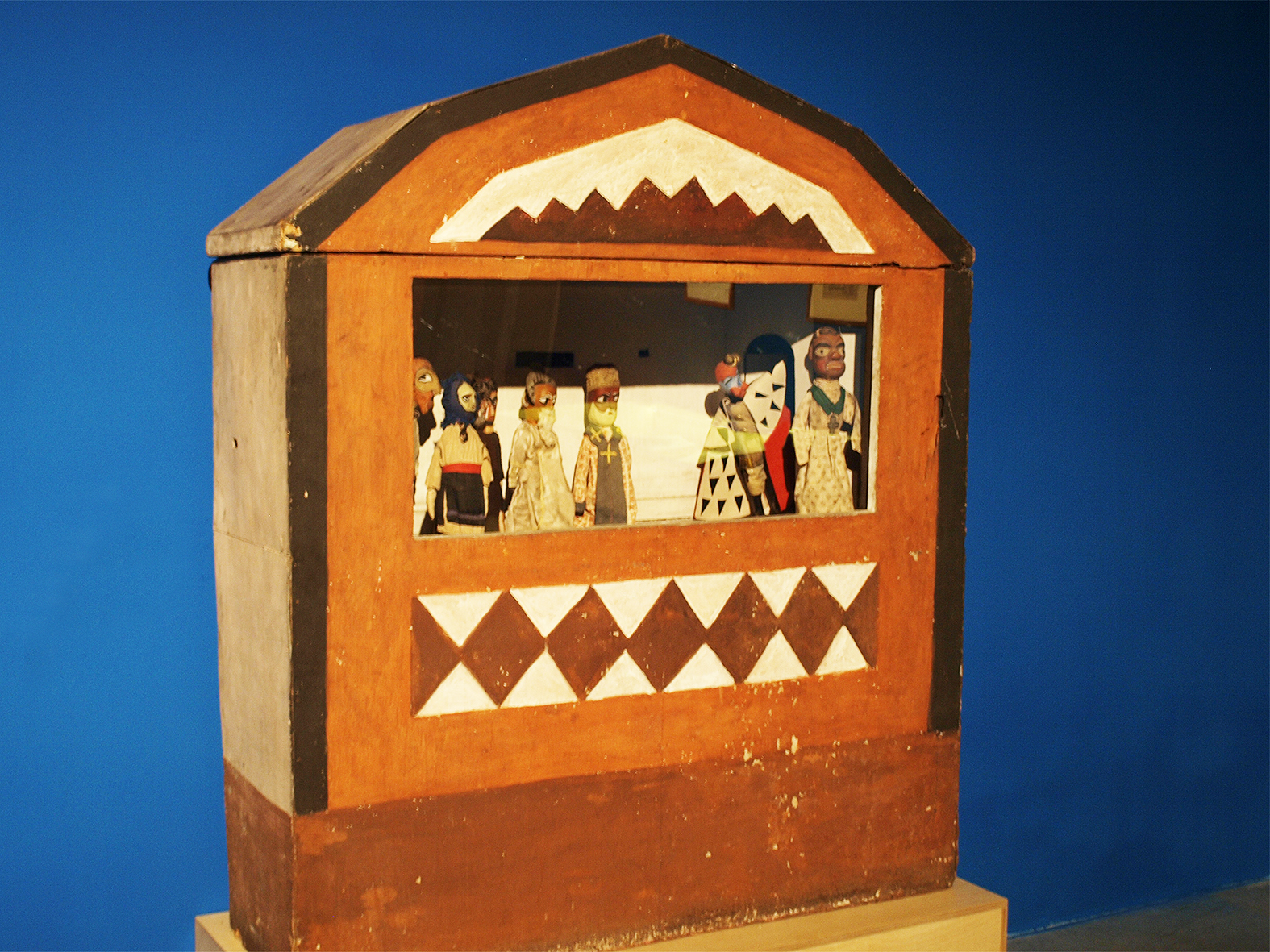
Межигірський вертеп, 1923

## Виставки
1990 рік – виставка «Бойчук і бойчукісти, бойчукізм» у Львівській картинній галереї.
07.12.2017 - 28.01.2018 –  у Мистецькому арсеналі відбулась масштабна виставка «Бойчукізм. Проект «великого стилю» [Архівовано 8 жовтня 2019 у Wayback Machine.]. На виставці було представлено понад 300 живописних, графічних, мозаїчних творів  Михайла та Тимофія Бойчуків, Василя Седляра, Івана Падалки, Софії Налепинської, Оксани Павленко, Антоніни Іванової, Миколи Рокицького, Сергія Колоса, Охріма Кравченка.  Виставка розглядала бойчукізм як цілісний мистецький напрямок в контексті тогочасних світових мистецьких течій та досліджувала еволюцію бойчукізму впродовж майже тридцяти років.